# St. Pankraz (Oostenrijk)
St. Pankraz is een gemeente in de Oostenrijkse deelstaat Opper-Oostenrijk, gelegen in het district Kirchdorf (KI). De gemeente heeft ongeveer 400 inwoners.

## Geografie
St. Pankraz heeft een oppervlakte van 47 km². Het ligt in het zuiden van de deelstaat Opper-Oostenrijk, ten zuiden van de stad Wels.
Edlbach · Grünburg · Hinterstoder · Inzersdorf im Kremstal · Kirchdorf an der Krems · Klaus an der Pyhrnbahn · Kremsmünster · Micheldorf in Oberösterreich · Molln · Nußbach · Oberschlierbach · Pettenbach · Ried im Traunkreis · Roßleithen · Rosenau am Hengstpaß · Schlierbach · Spital am Pyhrn · St. Pankraz · Steinbach am Ziehberg · Steinbach an der Steyr · Vorderstoder · Wartberg an der Krems · Windischgarsten